# Premis del Sindicat Nacional de l'Espectacle de 1958
Els divuitens Premis Nacionals de Cinematografia concedits pel Sindicat Nacional de l'Espectacle corresponents a 1958 es van concedir el 30 de gener de 1959. En aquesta edició els premis econòmics, foren per 5 pel·lícules i 1.100.000 pessetes, i un total de 265.000 pessetes als premis al millor director, guió, actor i actriu principal, actor i actriu secundaris, fotografia, decorats i música. També es van atorgar tres premis de 25.000 pessetes als curtmetratges España 1800, Cuenca i Hombres y toros.

## Guardonats de 1958
| Categoria                | Premi       | Pel·lícula premiada                             | Director                   |
| ------------------------ | ----------- | ----------------------------------------------- | -------------------------- |
| 1r. lloc                 | 325.000 pts | Quince bajo la lona                             | Agustín Navarro Cano       |
| 2n lloc                  | 325.000 pts | ¿Dónde vas, Alfonso XII?                        | Luis César Amadori         |
| 3r lloc                  | 200.000 pts | La violetera                                    | Luis César Amadori         |
| 4t lloc                  | 150.000 pts | La venganza                                     | Juan Antonio Bardem        |
| 5è lloc                  | 100.000 pts | Las chicas de la Cruz Roja                      | Rafael J. Salvia           |
| Millor director          | 45.000 pts  | Juan Antonio Bardem                             | La venganza                |
| Millor guió              | 45.000 pts  | Jorge Griñán, Alfonso Paso i Antonio Vich Pérez | Aquellos tiempos del cuplé |
| Millor actriu            | 30.000 pts  | Sara Montiel                                    | La violetera               |
| Millor actor             | 30.000 pts  | Manolo Morán                                    | ¡Viva lo imposible!        |
| Millor actriu secundària | 20.000 pts  | Concha Velasco                                  | Las chicas de la Cruz Roja |
| Millor actor secundari   | 20.000 pts  | Jesús Tordesillas                               | ¿Dónde vas, Alfonso XII?   |
| Millor fotografia        | 25.000 pts  | José Fernández Aguayo                           | ¿Dónde vas, Alfonso XII?   |
| Millors decorats         | 25.000 pts  | Enrique Alarcón                                 | La violetera               |
| Millors música           | 25.000 pts  | Salvador Ruiz de Luna                           | Gayarre                    |